# Saint-Julien-des-Points
Saint-Julien-des-Points (okzitanisch Sent Julien) ist eine französische Gemeinde mit 119 Einwohnern (Stand: 1. Januar 2022) im Département Lozère in der Region Okzitanien. Sie gehört zum Arrondissement Florac und zum Kanton Le Collet-de-Dèze. Die Einwohner werden Pontets genannt. Saint-Julien-des-Points grenzt im Norden und im Osten an Sainte-Cécile-d’Andorge, im Süden an Branoux-les-Taillades und im Westen an Le Collet-de-Dèze.

## Bevölkerungsentwicklung
| Jahr                       | 1962 | 1968 | 1975 | 1982 | 1990 | 1999 | 2008 | 2018 |
| -------------------------- | ---- | ---- | ---- | ---- | ---- | ---- | ---- | ---- |
| Einwohner                  | 125  | 90   | 70   | 84   | 76   | 91   | 106  | 112  |
| Quellen: Cassini und INSEE |      |      |      |      |      |      |      |      |

## Infrastruktur
Der Haltepunkt an der Bahnstrecke Florac–Sainte-Cécile-d’Andorge wurde bereits vor 1966 aufgelassen; Richtung Sainte-Cécile-d’Andorge liegen noch Gleise, Richtung Le Collet-de-Dèze ist es ein Feldweg. Die Route nationale 106 durchquert den Ort bei Streckenkilometer 68.